# Prebačevo
Prebačevo este o localitate din comuna Šenčur, Slovenia, cu o populație de 420 de locuitori.